# Adolphe Ganot
Adolphe Ganot (* 1804 in Rochefort; † 1887 in Paris) war ein französischer Physiker.
Bekannt wurde Adolphe Ganot vor allem als Autor der beiden Werke Traité élémentaire de physique expérimentale et appliquée und Cours de Physique purement expérimentale, die in der zweiten Hälfte des 19. Jahrhunderts und den ersten Jahrzehnten des 20. Jahrhunderts als Lehrbücher der Physik weit verbreitet waren, sowohl in als auch außerhalb Frankreichs.
Die erste Auflage erschien 1851, die 18. Auflage 1882. Bis 1882 wirkte Garnot selbst als Herausgeber seiner Werke, danach veräußerte er seine Rechte an Hachette, der sie noch bis 1931 veröffentlichte. Sie wurden in zahlreiche Sprachen übersetzt, insbesondere in Englisch, Deutsch, Spanisch, Holländisch und Russisch. Berühmte Physiker wie Albert A. Michelson, Robert Andrews Millikan und Emilio Gino Segrè, sowie der Luftfahrt-Pionier Arthur Constantin Krebs haben die Werke Ganots studiert.